# تپه چغا گلان ۲
تپه چغا گلان ۲ مربوط به دوره اشکانیان - دوره ساسانیان است و در شهرستان چرداول، بخش مرکزی، روستای زمان واقع شده و این اثر در تاریخ ۹ اردیبهشت ۱۳۸۲ با شمارهٔ ثبت ۸۴۷۲ به‌عنوان یکی از آثار ملی ایران به ثبت رسیده است.